# Jaime Serra Palou
Jaime Serra Palou (Lérida, 1964) es un periodista, columnista y artista multidisciplinar español.  

## Trayectoria
En octubre del 2007 se convirtió en redactor jefe adjunto a la Dirección del diario La Vanguardia (Barcelona). Ha dirigido o asesorado las áreas gráficas de numerosos medios de Latinoamérica y Europa. Reconocido como un referente internacional del periodismo infográfico, su trabajo ha sido distinguido con más de un centenar de premios por la Society For News Desing, Premios Malofiej y Laus. 
Desde el año 2010 su trabajo se centra en las prácticas artísticas. En este sentido, además de exposiciones y performances en lugares de referencia de Europa, Asia, América Latina y EE.UU., cabe destacar la utilización de los medios tradicionales en papel para difundir sus propuestas, en especial los diarios españoles La Vanguardia y El Mundo, el argentino La Nación, el mexicano El Financiero, el brasileño O Globo y el semanario francés Courrier International.

## Reconocimientos
Además de ganar más de un centenar de premios otorgados por la SND y SPD, en marzo del 2012 la SND-E lo reconoció, dentro del certamen Premios Malofiej, como "El infografista más influyente de los últimos 20 años (1992-2012)". Del mismo modo, su trabajo 'La ballena franca', fue reconocido como "La infografía más influyente de los últimos 20 años (1992-2012).
En 2013, Serra fue reconocido con un premio Gràffica, en una edición en la que también fueron premiados Alex Trochut, Álvaro Sobrino, América Sánchez, Andreu Balius, Astiberri, Atipo, Clara Montagut, Miguel Gallardo y No-Domain.